# Санкт-Галлен (футбольный клуб)
«Санкт-Галлен» — швейцарский футбольный клуб из одноимённого города. Клуб является двукратным чемпионом Швейцарии и обладателем национального кубка. Выступает в Швейцарской суперлиге. В сезоне 2013/14, выбили московский «Спартак» и попали в Лигу Европы.

## История

### Основание и ранняя история (1879—1896)

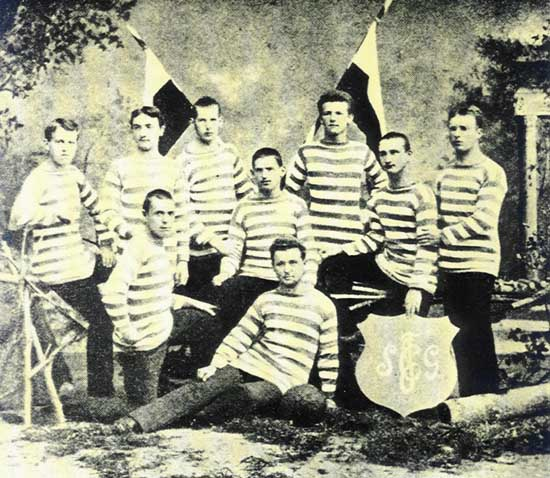
Футболисты клуба «Санкт-Галлен» в 1881 году

19 апреля 1879 года считается официальной датой основания футбольного клуба «Санкт-Галлен». Акта о создании больше не существует, но в первых уставах указана эта дата. Кроме того, в St. Galler Tagblatt в номере за тот же день содержится объявление о создании «футбольного клуба» в ресторане Хёрнли на Нойгассе в Санкт-Галлене. В 2008 году городской архивист Фреди Хехлер, анализируя обширный архив клуба, отметил, что в 1876 году, за три года до официального основания, «Санкт-Галлен» «уже был организован как команда» и «регулярно проводил матчи против „Шёнберга“ в Роршахе». Таким образом, «Санкт-Галлен» является старейшим действующим футбольным клубом Швейцарии и вторым в Европе (после «Шеффилда»).
Некоторые молодые бизнесмены, бывшие студенты Института Шёнберга в Роршахе, где они познакомились со спортом через своих однокурсников-англичан, были инициаторами основания клуба. Первым президентом стал Р. Ренковиц. Первоначально тренировки проводились на стадионе «Брюль», затем на «Кройцблайхе». В Швейцарии не было единых футбольных правил, поэтому, помимо прочего, ворота были почти вдвое меньше обычных. В протоколах 1880-х годов упоминается, что в футбол играли каждый полдень с часу до двух и по вечерам до наступления темноты. Матчи проводились два раза в месяц. Первым противником стала команда Института Шёнберга.
Самый старый задокументированный матч прошёл 1 мая 1892 года, когда «Санкт-Галлен» проиграл «Грассхоппер» со счётом 0:1. Однако победители подали жалобу из-за слишком маленьких ворот. Ответный матч в Цюрихе прошёл с обычными воротами, и хозяева снова выиграли со счётом 6:0. После этого «Санкт-Галлен» заменил свои ворота на ворота стандартного размера.

### Слияние и первое чемпионство (1896—1909)
В 1880-х годах в городе и его окрестностях возникло несколько футбольных клубов, которые в итоге были интегрированы в существовавший. Так, в 1896 году в состав клуба вошёл «Виктор Санкт-Галлен». Спустя два года «Санкт-Галлен» и «Феникс Санкт-Галлен» слились, образовав «Объединённый Санкт-Галлен». В связи с этим цвета клуба временно сменились на чёрно-жёлтые, но вскоре снова стали зелёно-белыми. Под таким названием клуб принял участие во втором чемпионате Швейцарии 1898/99, став победителем группы «Восток» Серии B, но проиграв в финале клубу «Кантональ Лозанна».
В следующем сезоне впервые сыграл в Серии A, заняв последнее место в группе «Восток». Следующий сезон клуб пропустил, а через год занял третье место в группе. 17 марта 1902 года провёл свой первый международный матч против клуба «Алеманния» из Карлсруэ, который «Объединённый Санкт-Галлен» выиграл со счётом 26:0. Сезон 1902/03 закончил на втором месте, а 22 июня 1903 официально сменил название на «Санкт-Галлен».
В сезоне 1903/04 впервые стал победителем группы и вышел в финальный раунд вместе с «Серветт» и «Олд Бойз». В рамках подготовки «Санкт-Галлен» провёл ряд товарищеских встреч, в том числе с «Баварией» 3 марта 1904 года, разгромив мюнхенцев 10:0. 27 марта в Берне вничью сыграл с «Серветтом» (1:1), а две недели спустя в Цюрихе обыграл «Олд Бойз» (1:0). Поскольку 17 апреля базельцы обыграли женевцев 2:0, «Санкт-Галлен» впервые стал чемпионом Швейцарии. Следующие 96 лет это чемпионство оставалось единственным трофеем в истории клуба.

### Неизменность (1909—1969)
В сезоне 1909/10 в Швейцарии впервые был проведён кубковый турнир — Англо-кубок. «Санкт-Галлен» дошёл до финала, где сыграл вничью с «Янг Бойз» 1:1, из-за чего была проведена переигровка, где столичный клуб победил со счётом 7:0. 28 апреля 1910 года в районе Хайлигкройц был открыт стадион «Эспенмоос», который стал для куба домашним. В 1912 году «Санкт-Галлен» разгромил «Люцерн» 17:0, что стало самой крупной победой в истории стадиона. В сезоне 1914/15 занял второе место в группе, проиграв матч за первое место другому клубу из Санкт-Галлена «Брюль», который завоевал чемпионский титул. Поскольку в том сезоне из-за Первой мировой войны количество матчей было сокращено, болельщики «зелёно-белых» продолжали до 1960-х годов продолжали называть клуб соперников «временным чемпионом». Соперничество также возникло из-за того, что «Брюль» был скорее клубом бедняков, в то время как «Санкт-Галлен» (как и «Блю Старз») был клубом богачей, и не все могли стать его членами. В сезоне 1917/18 вновь стал победителем группы и вышел в финальный раунд с «Янг Бойз» и «Серветтом», где проиграл оба матча. С тех пор и до 1983 года клуб больше не входил в тройку лучших. В 1919 году, к сорокалетию основанию клуб насчитывал 663 члена.
В сезоне 1931/32 занял последнее место в группе и впервые вылетел в Первую лигу. Под руководством играющего тренера Нормана Смита в сезоне 1934/35 стал победителем второго дивизиона и вернулся в Национальную лигу. В 1945 году впервые вышли в финал Кубка, но на «Ванкдорф» на глазах 15 000 человек вновь проиграли «Янг Бойз» со счётом 0:2. В том же сезоне снова занял последнее место и вылетел в Национальную лигу B.
В 1948 году, спустя три года после окончания Второй мировой войны, в Германии всё ещё было запрещено проводить международные спортивные мероприятия. Сборная Санкт-Галлена, состоящая из игроков двух городских клубов, нарушила изоляцию и провела в Мюнхене благотворительный матч против городской сборной из игроков «Мюнхен 1860» и «Баварии», собрав десятки тысяч болельщиков на трибунах. Швейцарцы победили немцев со счётом 5:1. Доходы от игры пошли в фонд Мюнхенского приюта для сирот.
В сезоне 1948/49 под руководством Джима Таунли выиграл первый дивизион и вернулся в Национальную лигу A, однако в следующем году занял предпоследнее место и вновь вылетел. В сезоне 1956/57 «Санкт-Галлен» занял предпоследнее место и впервые в истории вылетел в Первую лигу, третий по силе дивизион. Последнее место занял соперник по дерби «Брюль». Вернуться во второй дивизион удалось лишь в сезоне 1964/65.
5 ноября 1967 года «Санкт-Галлен» принимал «Кьяссо». Хозяева выигрывали со счётом 1:0, но по ходу матча четыре игрока гостей были удалены, а ещё двое «получили травмы». Поскольку у «Кяьссо» на поле осталось меньше семи футболистов, судья досрочно остановил игру. Переигровка прошла уже на следующий день; «Санкт-Галлен» матч выиграл. В том же сезоне занял второе место и впервые за 18 лет вышел в высший дивизион.

### Победа в Кубке и выступления в Европе (1969—1999)
На следующий год «Санкт-Галлен» завоевал свой второй трофей. 26 мая 1969 в финале Кубка Швейцарии на «Ванкдорф» на глазах 24 000 болельщиков «Санкт-Галлен» со счётом 2:0 обыграл «Беллинцону», завоевав единственный кубок в своей истории. Руди Нафцигер оформил дубль. Победа в Кубке позволила клубу впервые принять участие в еврокубках. В первом раунде Кубка обладателей кубков «зелёно-белые» встретились с датским «Фремом». Проиграв в гостях 1:2, на «Эспенмоос» выиграли со счётом 1:0 и вышли во второй раунд, где всухую проиграли болгарскому «Левски-Спартак» с общим счётом 0:4. В том же году на стадионе была открыта новая основная трибуна вместимостью 2200 зрителей, которая существует до сих пор. Несмотря на выступление в европейских турнирах, в чемпионате занял последнее место и вновь вылетел. Но уже на следующий год выиграл второй дивизион и вернулся в высший.
В 1977 году «Санкт-Галлен» вышел в третий финал Кубка, где, как и 22 года назад, проиграли «Янг Бойз» 0:1. В следующем году выиграл ныне несуществующий Кубок лиги, обыграв «Грассхоппер» 3:2. Юбилейный 1979 год завершил на 4-м месте, что стало лучшим результатом для клуба с момента образования Национальной лиги в 1931 году. Кроме того, по случаю 100 лет с основания «Санкт-Галлен» представил новый логотип.
В 1982 году вышел во второй финал Кубка лиги, где встретился с «Арау». Тот выиграл трофей, обыграв «зелёно-белых» в гостях и сыграв дома вничью. В следующем сезоне неожиданно занял третье место (впервые с 1918 года) и впервые квалифицировался в Кубок УЕФА. В первом раунде встретился с «Радничками» из Ниша, проиграв оба матча с общим счётом 1:5. В сезоне занял четвёртое место и вновь попал в Кубок УЕФА, где в первом раунде попал в пару к «Интеру». На «Сан-Сиро» итальянцы разгромили гостей 5:1, однако в Швейцарии на глазах 16 200 зрителей хозяева смогли удержать ничью 0:0.
2 апреля 1985 года рефери Вальтер Нуссбаумер был вынужден эвакуироваться с «Эспенмооса» на вертолёте спасательной службы. Разгневанные болельщики «Санкт-Галлена» набросились на арбитра за то, что он в матче против «Ксамакса» удалил с поля хорошо игравшего Ладислава Юркемика. Вертолёт приземлился на поле перед главной трибуной; арбитры и линейные судьи погрузились и вылетели. Фотографий или видеозаписей этой спасательной операции не существует.
В 1988 году в клуб из «Болоньи», которая отказалась от игрока, перешёл будущий член ФИФА 100, нападающий сборной Чили Иван Саморано. За неполных три сезона он сыграл 64 матча, в которых забил 38 голов, в том числе 23 в 33 играх сезона 1989/90, став лучшим бомбардиром турнира и первым таким игроком в истории клуба. В 1990 году он перешёл в «Севилью».
В сезона 1992/93 вновь вылетел, но смог вернуться на следующий год под руководством Уве Рапольдера. Несмотря на сохранение прописки и квалификацию в сезоне 1995/96 в финальный раунд он был уволен и заменён Роджером Хеги.
Во время зимнего перерыва в сезоне 1997/98 клуб выиграл турнир по шоуболу, обыграв в финале «Цюрих» 3:1. В том же сезоне в четвёртый раз вышел в финал Кубка, где в серии пенальти проиграл «Лозанне». В чемпионате занял 6-е место и получил путёвку в Кубок Интертото. В первом раунде встретился с эстонским «Тулевиком», который дважды обыграл с общим счётом 9:3. Во втором раунде швейцарский клуб проиграл зальцбургской «Аустрии» 3:2. Зимой 1999 года Роджер Хеги перешёл в «Грассхоппер»; на смену ему пришёл Марсель Коллер из «Виля».

### Второе чемпионство (1999—2002)
Начало финального раунда 1999 года сложилось наилучшим образом благодаря победам на выезде над «Цюрихом» и дома над будущим чемпионом «Серветтом». Однако после этого команда развалилась и не выиграла ни одного из оставшихся двенадцати матчей, в итоге заняв последнее место.
Таким образом, «Санкт-Галлен» начал сезон 1999/2000 как явный кандидат на вылет. Но команда, проведшая слабую трансферную компания и подписав практически только игроков из Национальной лиги B, уверенно начала сезон и, опередив «Базель» на восемь очков, стала зимним чемпионом. Финальный раунд начался с гостевой ничьей 4:4 против «Грассхоппера». В первом тайме цюрихцы забили три безответных мяча, однако гостям удалось сравнять счёт. Всего в финальном раунде клуб одержал 9 побед и потерпел только одно поражение. За четыре тура до конца «Санкт-Галлен» благодаря голам Марка Целльвегера и Саши Мюллера на выезде обыграл «Люцерн» и смог завоевать сенсационный чемпионский титул, первый за 96 лет. По итогам сезона команда на десять очков опередила занявшую второе место «Лозанну». Лучшим бомбардиром турнира и команды стал ганец Чарльз Амоа.
Благодаря победе в чемпионате клуб впервые смог принять участие в квалификации Лиги чемпионов. «Санкт-Галлен» автоматически прошёл в третий раунд, где встретился с «Галатасараем», который в прошедшем сезоне оформил требл. Ввиду несоответствия «Эспенмоос» требованиям УЕФА домашний матч прошёл на «Хардтурм» в Цюрихе. Амоа забил первый гол, но потом турки отыгрались и победили 2:1. В ответном матче в Стамбуле команды «зелёно-белые» добыли ничью, но вылетели в Кубок УЕФА.
В первом раунде встретился с «Челси». На «Стэмфорд Бридж» англичане выиграли с минимальным счётом благодаря Кристиану Пануччи. Но на «Хардтурм» швейцарцы сенсационно выиграли 2:0 и прошли во второй раунд, где встретился с «Брюгге» и вылетел с общим счётом 2:3.
В чемпионате «Санкт-Галлен» продолжил выдающиеся результаты предыдущего сезона и занял 2-е место, отстав от «Лугано» на два очка. Во время зимнего перерыва клуб покинул лучший бомбардир последних полутора лет Чарльз Амоа. Вместо него пришли Иван Стефанович и Батиста Джефферсон, но они не смогли заменить ганца. В финальном раунде сказалась многократная нагрузка в течение сезона, из-за чего результаты ухудшились. Тем не менее, они боролись за чемпионский титул до самого конца. В предпоследнем раунде можно было бы завоевать титул, победив над «Лугано», но игра была проиграна со счётом 1:4. Таким образом, чемпионство разыгрывалось в последнем туре. В то время как «Лугано» уступил «Сьону», «Санкт-Галлен» дома проиграл «Грассхопперу» 0:4. Титул завоевал цюрихский клуб. Это было первое домашнее поражение за два года. В итоге клуб занял 3-е место, получив путёвку в квалификацию в Кубок УЕФА.
Пройдя с общим счётом 4:3 македонский «Пелистер», в первом раунде встретился с «Стяуа». Выиграв дома 2:1, в гостях сыграл вничью 1:1 благодаря голу Гвидо и вышел во второй раз вышел в третий раунд, где попал в пару к «Фрайбургу». В гостях на 93-й добавленной минуте победу принёс Тебохо Мокоэна, но на «Хардтурм» клуб разгромно проиграл 1:4. В чемпионате дела шли всё хуже, в предварительном раунде команда заняла 4-е место.

### Стагнация (2002—2008)
Зимой 2002 года Марсель Коллер перешёл в «Грассхоппер»; его заменил Жерар Кастелла. Сезон команда завершила на 6-м месте, получив путёвку в Кубок Интертото. В первом раунде разгромил фарерский «Б-68» с общим счётом 11:1, но во втором уступил «Виллем II» 1:2. Результаты в чемпионате оставляли желать лучшего, и осенью Кастелла был уволен. Временным тренером стал Томас Штауб, который до этого работал в его штабе. Под его руководством «Санкт-Галлен» также потерпел самое крупное поражение в местном дерби, проиграв на «Бергхольце» «Вилю» 11:3. В предварительном раунде занял 10-е место и попал в раунд на понижение, в котором из-за создания Челлендж-лиги прописку сохранили только две команды вместо четырёх. Под руководством австрийского тренера Хайнца Пейшля, подписавшего контракт во время зимней паузы, команда сохранила место в Суперлиге.
В следующем сезоне команда заняла 4-е место и прошла в Кубок Интертото УЕФА, но отказалась от участия, так как тренер предпочёл полностью сосредоточиться на подготовке к сезону, а турнир потребовал бы слишком много усилий. Хайнц Пейшль ушёл в отставку в 2005 году после серии поражений и разгрома от «Грассхоппер» со счётом 4:0. Многолетний помощник тренера Вернер Цюнд, а позже Рене Вейлер временно занимали тренерский мостик, приведя клуб к седьмому месту. В сезоне 2005/06 тренерскую должность занял немец Ральф Лозе. После 29 игр, набрав всего 31 очко, он был уволен 14 апреля 2006 года после поражения от «Туна» со счётом 1:3. После неудачной игры болельщики клуба продемонстрировали тренеру и игрокам обнажённые задницы. Новым тренером стал Рольф Фрингер, который добился кратковременного успеха и в один момент даже занимал с клубом 1-е место в турнирной таблице. В первом раунде Кубка они встретились с «Айнзидельном» из Третьей лиги, который разгромили 14:0.
В январе 2007 года контракт Фрингера был продлён до июня 2009 года. Во втором круге чемпионата клуб снова опустился в середину таблицы после серии из восьми ничьих подряд. Ничья с «Цюрихом» превратилась в техническое поражение 0:3 из-за того, что клуб выпустил Филиппа Мунтвилера, который был заигран за вторую команду. Несмотря на то, что Первая лига подтвердила перед матчем в Цюрихе, что Мунтвилер имел право играть за первую команду, Суперлига впоследствии решила, что его выступление было нарушением регламента. Благодаря этим двум очкам «Цюрих» завоевал чемпионский титул; «Санкт-Галлен» закончил сезон на 5-м месте.
Сезон 2007/08 начался для клуба очень плохо. 8 октября 2007 года Рольф Фрингер был уволен; «зелёно-белые» тогда занимали последнее место. 29 октября на тренерский мостик был назначен болгарин Красимир Балаков. В матчах второго круга «Санкт-Галлен» смог подняться на предпоследнее место. В матчах на вылет проиграл «Беллинцоне» с общим счётом 2:5 и вылетел в Челлендж-лигу впервые в XXI веке. 20 мая 2008 года клуб провёл последний матч на «Эспенмоосе». 4 июня 2008 года главным тренером стал Ули Форте.

### Челлендж-лига и новый стадион (2008—2011)
Сезон 2008/09 команда начала на новой «АФГ Арене» и считалась фаворитом на возвращение в высший дивизион. Уже с первых матчей клуб оправдал ожидания. После единственного поражения в первом туре (от «Туна») долгое время занимал второе место в турнирной таблице, уступая «Лугано». В домашнем матче первого круга между этими командами «Санкт-Галлен» выиграл 2:1 и к зимнему перерыву смог занять первое место благодаря лучшему соотношению мячей, набрав 40 очков в 15 матчах. В то же время клубу грозила опасность банкротства, задолженность достигла полутора миллионов франков.
18 мая 2009 года, за три раунда до конца чемпионата, команда обеспечила повышение в Суперлигу, победив «Конкордию» со счётом 1:0 благодаря голу Морено Меренды. Он также стал лучшим бомбардиром и вторым лучшим бомбардиром турнира после Винченцо Реннеллы, забив 22 гола. В последнем матче сезона против «Винтертура» был установлен новый рекорд посещаемости на домашних матчах — 19 500 зрителей. «Санкт-Галлен» также установил рекорд по среднему количеству зрителей в Челлендж-лиге — 12 469 человек.
Начало сезона 2009/10 было удачным. В первом туре на полностью заполненной «АФГ Арене» со счётом 2:0 был побеждён «Базель». В среднем на домашние матчи приходили 14 082 человек. Только «Базель» и «Янг Бойз» смогли привлечь больше болельщиков на свои стадионы (23 656 и 22 652 человек соответственно). Сезон завершил на шестом месте с 46 очками. В Кубке дошёл до полуфинала, где проиграл 1:2 «Лозанне» из Челлендж-лиги.
Перед сезоном 2010/11 многие игроки основы покинули клуб, так как их контракты не были продлены. В том числе и Марка Целльвегер, который за 14 сезонов сыграл за «зелёно-белых» более 500 матчей и был прозван болельщиками как «футбольный бог». Его 17-й номер был закреплён. Пришедшие игроки не смогли заменить ушедших, из-за чего сезон вышел тяжёлым. К концу 2010 года стало известно, что владелец стадиона, от которого зависел и сам клуб, столкнулся с серьёзными финансовыми проблемами. Город, как и кантон, не собирался поддерживать клуб. Спасти «Санкт-Галлен» смог избранный в декабре президент Дёльф Фрюх, который вместе с пятью другими инвесторами вложил 10 миллионов франков.
Начало второго круга началось с серии поражений, вследствие чего Ули Форте был уволен. В матче против «Сьона» командой руководил тренер дубля Джорджо Контини, а позже был подписан контракт с Жеффом Сайбене. По итогам сезона клуб занял последнее место и вновь вылетел во второй дивизион.

### Из Челлендж-лиги в Лигу Европы (2011—2015)
Сезон 2011/12 в одном дивизионе провёл и «Санкт-Галлен», и «Брюль», чего не случалось с 1971 года. Как на «Пауль-Грюнигер-Штадион», так и на «АФГ Арене» «зелёно-белые» смогли одержать победу над соперником по дерби. Как и три года назад, команда оправдала свою роль фаворита, уйдя на зимнюю паузу на первом месте, опередив «Брюль» на девять очков. Во втором круге успех удалось развить, хотя игра оставляла желать лучшего. Команда и тренер, несмотря на лидерство в таблице, всё чаще подвергались критике. Повышение удалось обеспечить за три раунда до конца, победив «Локарно» со счётом 2:0 благодаря голам Оскара Скарионе и Кристиана Нуши. В конце сезона карьеру завершил Даниэль Имхоф, последний действующий игрок чемпионской команды сезона 1999/00.
Перед сезоном 2012/13 была проведена слабая трансферная компания, были подписаны в основном игроки второго дивизиона. Тем не менее, «Санкт-Галлен» отлично начал чемпионат, одержав победы над «Базелем» и «Сьоном» и на несколько туров возглавив турнирную таблицу, и провёл первые десять матчей без поражений. Первый круг завершил на третьем месте, уступив действующему чемпиону «Базелю» только по разнице голов. Сезон завершил также на третьем месте, что стало лучшим результатом за 12 лет, и получил путёвку в квалификацию Лиги Европы. Скарионе стал лучшим бомбардиром турнира с 21 голом, став всего третьим таким игроком в истории клуба. В июне 2013 года перешёл в турецкий «Касымпаша».
В раунде плей-офф Лиги Европы клуб встретился с московским «Спартаком». Дома удалось сыграть вничью 1:1, за швейцарцев отличился Марко Матис. В ответном матче на «Арена Химки» «зелёно-белые» сенсационно победили россиян со счётом 2:4 благодаря дублю Горана Карановича и голам Роберто Родригеса и Деяна Яньятовича и впервые в истории вышли в групповой этап еврокубков. Попав в Группу A к «Валенсии», «Суонси Сити» и «Кубани», клуб одержал две победы (дома над англичанами и над россиянами), потерпел четыре поражения и, уступив по разнице голов «Кубани», занял последнее место в группе.
В чемпионате к зимнему перерыву команда занимала 5-е место, отстав от зимнего чемпиона «Базеля» всего на четыре очка. Однако во втором круге полностью провалилась, выиграв из 18 матчей только три и заняв последнее место в турнирной таблице второго круг, таким образом завершив сезон на 7-м месте.
22 августа 2014 года «Санкт-Галлен» объявил о вступлении в Клуб пионеров. Клуб, основанный «Шеффилдом», стремится объединить старейшие клубы мира и сохранить истоки и традиции футбола. 24 сентября 2014 года перед матчем чемпионата против «Грассхоппера» «Санкт-Галлен» был официально принят в клуб. На торжественной церемонии присутствовали многие бывшие официальные лица и игроки. Первый круг сезона 2014/15 клуб завершил на четвёртом месте. Как и в прошлом году, команда сдала во втором круге и завершила сезон на шестом месте. В Кубке дошла до полуфинала. Выступление в этом турнире было примечательно тем, что тренер ввёл ротацию вратарей: Даниэль Лопар и Марсель Херцог сменяли друг друга после каждых двух игр.

### Перестановки в руководстве (2015—2017)
После неудачного старта сезона 2015/16 и поражения от «Вадуца» 0:1, 1 сентября 2015 года Жеффом Сайбене объявил об отставке, хотя контракт с ним действовал до 2017 года. Временно его обязанности взял на себя его ассистент Даниэль Тароне. 16 сентября на пост тренера был назначен Йозеф Циннбауэр, который получил трехлетний контракт. В октябре стало известно об окончании сотрудничества Arbonia и «Санкт-Галлена»; со следующего сезона новым спонсором стала компания Kybun, а стадион стал называться «Кибунпарк». Первый круг команда закончила на 5-м месте. 17 апреля 2016 года дома проиграла «Базелю» со счётом 0:7, что стало самым крупным домашним поражением за 42 года (в октябре 1974 года с таким же счётом победил «Янг Бойз»). Набрав во втором круге всего 15 очков и заняв последнюю строчку в таблице второй половины чемпионата, клуб был близок к вылету, заняв в итоге 6-е место и опередив вылетевший «Цюрих» на 4 очка.
29 июня 2016 года «Санкт-Галлен» объявил, что клуб будет переименован в «Санкт-Галлен 1879». Год основания был добавлен, чтобы укрепить связь с традициями старейшего футбольного клуба Швейцарии и континентальной Европы. Сезон 2016/17 начался для команды неудачно, осенью она опустилась на последнее место в турнирной таблице после серии поражений. К зимней паузе ситуацию удалось исправить, уйдя на перерыв на 6-м месте. Зимой клуб совершил громкий трансфер, подписав бывшего игрока «Байер 04» Транквилло Барнетта.
Во втором круге ситуация не изменилась, клуб снова оказался под угрозой вылета из-за серии из 7 матчей без побед, в том числе 5 поражений подряд. 4 мая 2017 года было объявлено об отставке Йозефа Циннбауэра и давнего помощника Даниэля Тароне. По словам президента Дёльфа Фрюхе, на это решение повлияла прежде всего экономическая обстановка, поскольку большое количество болельщиков отказались продлить свои абонементы в знак протеста против тренеры, а многие спонсоры угрожали прекратить сотрудничество. Новым тренером стал руководитель второй команды Джорджо Контини. Он сумел сохранить прописку, завершив сезон на 7-м месте.
10 апреля 2017 года клуб объявил, что президент Фрюх досрочно покинет пост президента по состоянию здоровья, а его преемник будет определён на внеочередном собрании акционеров. 13 мая 2017 года Стефан Эрнандес был избран новым президентом. В то же время Фрюх представил изменённую организационную структуру, в которой предыдущий спортивный директор Кристиан Штюби был понижен в должности и поставлен на один уровень с тренером и ассистентом менеджера. Ферруччо Ванин, бывший руководитель молодёжного отдела, вновь занял пост генерального директора. Кристиан Штюби ушёл вскоре после этого, как и многие другие сотрудники, в том числе генеральный директор FC St. Gallen Event AG Паскаль Кессели, руководитель медицинского отдела Симон Шторм, и ответственный за управление стадионом Марко Сесса. В совете директоров также произошли отставки, ушли бывший президент Михаэль Хюппи и давний член Мартин Шёненбергер. После своего ухода Хюппи дал сенсационное интервью в St. Galler Tagblatt, в котором он рассказал об интригах и борьбе за власть внутри руководства клуба. Поводом для критики послужило также то, что все, кроме одного человека, остальные члены совета директоров были работниками клуба.
На собрании акционеров 13 ноября 2017 года было объявлено, что Фрюх ранее продал свой пакет акций нескольким восточно-швейцарским предпринимателям. Он уже объявил о продаже, когда представил Эрнандеса, но после этого, вопреки его заявлению, снова увеличил свою долю. Эрнандес и Ванин получили свои посты несмотря на многочисленные голоса против. В ответ на это новые акционеры объявили, что проведут более тщательный анализ состава и действий руководства клуба.

### Новый старт под новым руководством (2018—н.в.)
12 декабря 2017 года весь совет директоров был распущен новыми акционерами, новым президентом стал Маттиас Хюппи, который вступил в должность 15 января 2018 года. Остальные четыре новых члена совета директоров были связаны с клубом, будь то в качестве игроков академии или в составе основной команды. Бывший игрок сборной Швейцарии Ален Сюттер был назначен спортивным директором. Впоследствии «Санкт-Галлен» расстался с многочисленными людьми, назначенными предыдущим руководством, такими как исполнительный директор Ферруччо Ванин, финансовый директор Саша Рот или спорный тренер молодёжного состава Отеро, и назначил бывших сотрудников, таких как Симон Шторм или Даниэль Тароне.
Второй круг чемпионата команда начала на пятом месте. После выездной победы в Базеле добилась серии из пяти побед подряд, что позволило вступить в борьбу за третье место. После следующих пяти игр, в которых была одержана только одна победа, Контини был уволен. Однако не из-за результатов, а из-за того, что спортивный директор Сюттер больше не доверял тренеру. Хорват Боро Кузманович был назначен помощником будущего тренера и стал временно исполняющем обязанности тренера до конца сезона. Он проиграл все пять оставшихся игр и завершил сезон на пятом месте. «Цюрих» в финал Кубка обыграл «Янг Бойз» и получил путёвку в Лигу Европы, а «Санкт-Галлен» отправился во второй отборочный раунд Лиги Европы. Новым тренером был назначен Петер Цайдлер.
В Лиге Европы попал в пару к норвежскому «Сарпсборг 08». Победив дома 2:1, в гостях команда проиграла с минимальным счётом и вылетела по правилу гостевого гола. В чемпионате вопиющая нечестная игра вызвала скандал и ажиотаж за пределами страны. 23 сентября 2018 года в домашнем матче против «Лугано» игрок гостей Фабио Дапрела на 55-й минуте в подкате вытянутой ногой шипами врезался в колено Седрика Иттена. Лучший бомбардир команды на тот момент получил разрыв передней крестообразной и внутренней связок правого колена, из-за чего выбыл практически до конца сезона. Несмотря на то, что судья Лионель Чуди стоял в нескольких метрах от игроков, он даже не свистнул, поскольку, по его собственному признанию, он сосредоточил свое внимание на мяче и не заметил фол. Дополнительный ажиотаж вызвал тот факт, что Дапрела до этого уже сказал Иттену, что он его сломает. На момент совершения фола «Санкт-Галлен» вёл 2:0. До Иттена игрок «Лугано» уже травмировал Николаса Люхингера, который покинул поле уже на 9-й минуте после борьбы за мяч. В добавленное время. гости смогли вырвать ничью. Дапрела был дисквалифицирован на шесть матчей после этого. Также «Санкт-Галлен» обвинил игрока в умышленном причинении телесных повреждений.
Несмотря на уверенный старт, на зимний перерыв команда ушла на шестом месте. Весной также не хватало постоянства, постоянной была угроза попасть в зону плей-офф за сохранение прописки. Однако благодаря победам над прямыми конкурентами удалось завершить сезон на том же шестом месте. 23 апреля 2019 года 34-летний Транквилло Барнетта объявил, что летом завершит карьеру. Самый успешный футболист Санкт-Галлена всех времён забил за последний сезон 9 голов, больше, чем когда-либо в его карьере. Последний гол он забил в прощальном домашнем матче, принеся победу над «Янг Бойз» 4:1. В последнем матче сезона против «Цюриха» «Санкт-Галлен» мог бы обеспечить себе место в Лиге Европы. Однако матч закончился со счетом 1:1, и клуб сравнялся по количеству очков с тремя другими командами, но из-за наихудшей разницы голов занял шестое место.
В первой игре следующего сезона новые видеопомощники судьи (сокращённо VAR) вызвали много дискуссий. Видеоассистент сообщил о пенальти за фол на игроке «Санкт-Галлена» Акселе Бакайоко, после чего судья Лионель Чуди отменил решение и назначил свободный удар, учитывая, что никакие ракурсы камеры не могли подтвердить решение VAR. Лига отреагировала пресс-релизом, подтвердив, что VAR не должен был вмешиваться в этот эпизод. Во втором туре «зелёно-белые» на «Санкт-Якоб Парк» победили «Базель» 1:2. Стартовый состав самым молодым в истории Суперлиги со средним возрастом 21,7 лет. В последующих матчах результаты ухудшились, восточно-швейцарцы опустились на 8-е место в таблице, а во втором раунде Кубка проиграл «Винтертуру» из Челлендж-лиги. Цайдлер впоследствии внес некоторые изменения в тактику и состав и одержал победу над сильным новичком «Серветтом». Это стало началом серии из 11 игр, в которых команда набрала 28 очков, и только действующий чемпион и лидер лиги «Янг Бойз» нанёс поражение 3:4. «Санкт-Галлен» с его напористым атакующим футболом и командой, состоящей из молодых игроков и футболистов, провалившихся в других клубах, стал главным открытием лиги. На зимнюю паузу команда уходила на третьем месте.
После успешного старта второго круга 2 февраля 2020 года клуб впервые за 8 лет оказался на вершине турнирной таблицы благодаря выездной победе в Базеле. 23 февраля 2020 года «зелёно-белые» принимали «Янг Бойз» в качестве лидеров чемпионата. Зрелищный матч завершился со счётом 3:3, но после матча главной темой обсуждения вновь были решения VAR. На 95-й добавленной минуте судья Ален Бери назначил пенальти в ворота «Санкт-Галлена» за фол на Кристофере Мартинсе Перейре, однако VAR отменил это решение. Через три минуты за игру рукой Миро Мухайма в своей штрафной пенальти был назначен вновь. Лоуренс Ати-Зиджи отразил удар с точки, но VAR потребовал перебить пенальти, вратарь слишком рано вышел из ворот. Со второй попытки Гийом Оаро реализовал удар и спас свою команду от поражения. Поводом для дискуссий стало то, что, несмотря на несколько схожих ситуаций, VAR никогда не заставлял перебивать пенальти. Позже лига подтвердила, что видеоассистент имел право потребовать это.
Из-за пандемии COVID-19 сезон был прерван после этого матча. Чемпионат мог быть продолжен без зрителей на трибунах, но руководство беспокоило отсутствие доходов от болельщиков на трибунах, который составлял самую большую часть доходов в швейцарском футболе. По словам президента Маттиаса Хюппи, «Санкт-Галлен» недополучал бы до 500 000 швейцарских франков за каждый домашний матч.
После перерыва почти на 4 месяца сезон продолжился с 20 июня 2020 года. На стадионы допускалось не более 1000 человек. За 6 недель было сыграно 13 матчей, и сезон близился к завершению. Из-за небольшого ростера и интенсивной игры команды многие ожидали падения лидера лиги, к тому же у «Санкт-Галлена» было на 9 дней отдыха меньше, чем у соперников из Берна. Однако Цайдлер отказался от ротации и, несмотря на плотный календарь, доверял основе. Команда почти не оступалась, но потерпела поражение 19 июля в домашнем матче против аутсайдера «Туна». И хотя до предпоследнего раунда у «Санкт-Галлена» были шансы на чемпионский титул, «Янг Бойз» одержали 6 побед в последних 6 матчах и 31 июля гарантировали чемпионство. «Санкт-Галлен» завершил один из самых успешных сезонов в истории коуба на втором месте, впервые завоевав серебро. 15 игроков, отыгравших наибольшее количество минут, имели средний возраст 21,87 лет, что сделало их одной из самых молодых команд высших лигах Европы. Всего команда забила 79 голов, что стало самым высоким результатом с 1940-х годов. Сразу три игрока забили более 10 голов: Седрик Иттен (19), Эрмедин Демирович (14) и Жорди Кинтилья (13).
Летом 2020 года команду покинули Иттен и Демирович, а также капитан Сильван Хефти. Несмотря на это, команда начала сезон 2020/21 с трёх побед с минимальным счётом. Прошлогоднее серебро дало путёвку в третий квалификационный раунд Лиги Европы, где «Санкт-Галлен» попал в пару к афинскому АЕКу и с минимальным счётом уступил на своём поле.

## Достижения

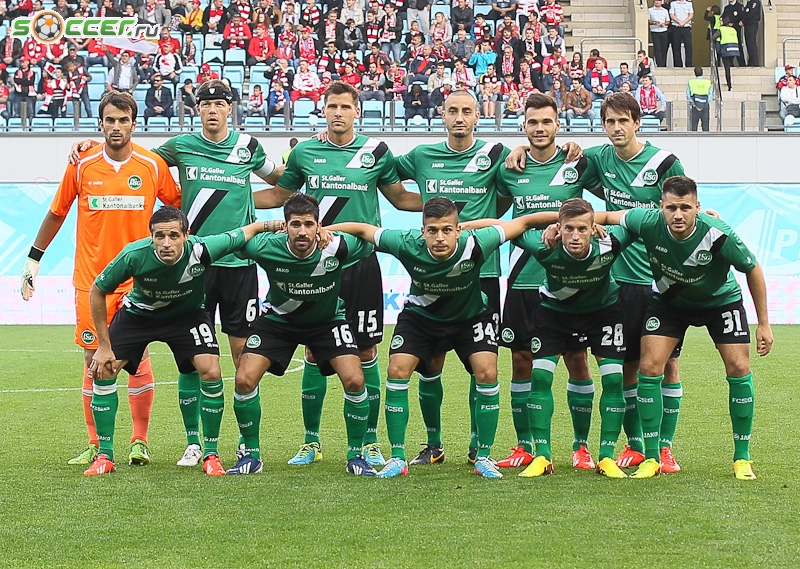
«Санкт-Галлен» в 2013 году

- Чемпион Швейцарии (2): 1903/04, 1999/2000
- Вице-чемпион Швейцарии: 2019/20
- Победитель Второго дивизиона Швейцарии (6): 1934/35, 1938/39, 1948/49, 1970/71, 2008/09, 2011/12
- Вице-чемпион Второго дивизиона Швейцарии: 1967/68
- Обладатель кубка Швейцарии: 1968/69
- Финалист Кубка Швейцарии (4): 1944/45, 1976/77, 1997/98, 2020/21, 2021/22
- Обладатель кубка Швейцарской лиги: 1977/78
- Финалист кубка Швейцарской лиги: 1981/82

## Еврокубки
Данные на 2 октября 2020 года.
| Сезон   | Турнир          | Раунд    | Соперник                       | 1 матч  | 2 матч              |
| ------- | --------------- | -------- | ------------------------------ | ------- | ------------------- |
| 1969/70 | Кубок кубков    | 1Р       | «Фрем» Копенгаген              | 1 : 2   | 1 : 0               |
|         |                 | 2Р       | «Левски Спартак» София         | 0 : 4   | 0 : 0               |
| 1983/84 | Кубок УЕФА      | 1Р       | «Раднички» Ниш                 | 0 : 3   | 1 : 2               |
| 1985/86 | Кубок УЕФА      | 1Р       | «Интер» Милан                  | 1 : 5   | 0 : 0               |
| 1998    | Кубок Интертото | 1Р       | «Тулевик» Вильянди             | 3 : 2   | 6 : 1               |
|         |                 | 2Р       | «Зальцбург» Зальцбург          | 1 : 3   | 1 : 0               |
| 2000/01 | Лига чемпионов  | 3Q       | «Галатасарай» Стамбул          | 1 : 2   | 2 : 2               |
| 2000/01 | Кубок УЕФА      | 1Р       | «Челси» Лондон                 | 0 : 1   | 2 : 0               |
|         |                 | 2Р       | «Брюгге» Брюгге                | 1 : 2   | 1 : 1               |
| 2001/02 | Кубок УЕФА      | Отб      | «Пелистер» Битола              | 2 : 0   | 2 : 3               |
|         |                 | 1Р       | «Стяуа» Бухарест               | 2 : 1   | 1 : 1               |
|         |                 | 2Р       | «Фрайбург» Фрайбург-в-Брайсгау | 1 : 0   | 1 : 4               |
| 2002    | Кубок Интертото | 2Р       | «Виллем II» Тилбург            | 0 : 1   | 1 : 0 (доп.вр. 0-1) |
| 2007    | Кубок Интертото | 2Р       | «Дачия» Кишинёв                | 1 : 0   | 0 : 1 (по п.0-3)    |
| 2013/14 | Лига Европы     | Плей-офф | «Спартак» Москва               | 1 : 1   | 4 : 2               |
|         |                 | Группа А | «Кубань» Краснодар             | 2 : 0   | 0 : 4               |
|         |                 |          | «Суонси Сити» Суонси           | 0 : 1   | 1 : 0               |
|         |                 |          | «Валенсия» Валенсия            | 1 : 5   | 2 : 3               |
|         |                 |          | Итог группового этапа          | 6 очков | 4-е место           |
| 2018/19 | Лига Европы     | 2Р       | «Сарпсборг 08»                 | 2 : 1   | 0 : 1               |
| 2020/21 | Лига Европы     | 3Р       | «АЕК Афины»                    | 0 : 1   |                     |

- Домашние игры выделены жирным шрифтом